# Odiljon Hamrobekov
Odiljon Hamrobekov (Namangan, 13 febbraio 1996) è un calciatore uzbeko, centrocampista del Bunyodkor e della nazionale uzbeka.

## Caratteristiche tecniche
È un centrocampista centrale.

## Carriera

### Club
Ha giocato nella prima divisione uzbeka ed in quella emiratina.

### Nazionale
Ha partecipato ai Mondiali Under-20 del 2015.
Con la nazionale uzbeka ha preso parte alla Coppa d'Asia 2019 ed alla Coppa d'Asia 2023.

## Palmarès

### Club

#### Competizioni nazionali
- Coppa dell'Uzbekistan: 3

Nasaf Qarshi: 2015
Paxtakor: 2019, 2020
- Campionato uzbeko: 5

Paxtakor: 2019, 2020, 2021, 2022, 2023
- Supercoppa dell'Uzbekistan: 2

Paxtakor: 2021, 2022
- Supercoppa d'Iran: 1

Tractor: 2025